# پوسپلیخا (سرزمین آلتای)

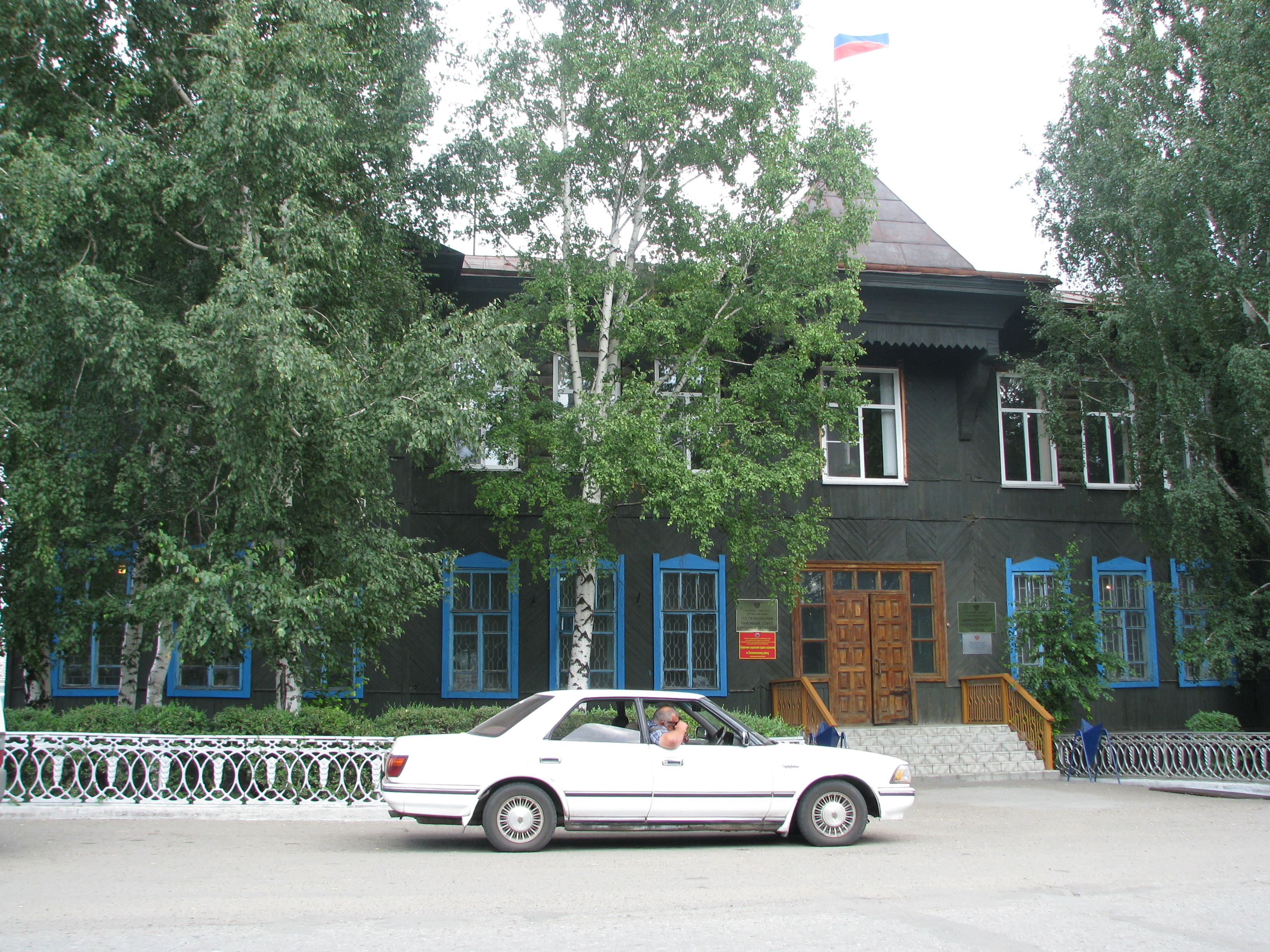
منطقه ای از پوسپلیخا

پوسپلیخا (روسی: Поспелиха) یک منطقهٔ مسکونی در روسیه است که در سرزمین آلتای واقع شده‌است.